# 沙特 (伊泽尔省)
沙特（法語：Chatte，法語發音：[ʃat] ⓘ）是法国伊泽尔省的一个市镇，属于格勒诺布尔区。

## 地理
沙特（45°8'37"N, 5°16'59"E）面积22.81 平方千米，位于法国奥弗涅-罗讷-阿尔卑斯大区伊泽尔省，该省份为法国东南部内陆省份，北起顺时针与安省、萨瓦省、上阿尔卑斯省、德龙省、阿尔代什省、卢瓦尔省和罗讷省。
与沙特接壤的市镇（或旧市镇、城区）包括：圣马塞兰、圣罗芒、圣索沃尔、拉索讷、舍夫里耶尔、圣阿波利纳尔、圣博内德沙瓦涅、圣伊莱尔迪罗西耶、圣安托万拉拜。

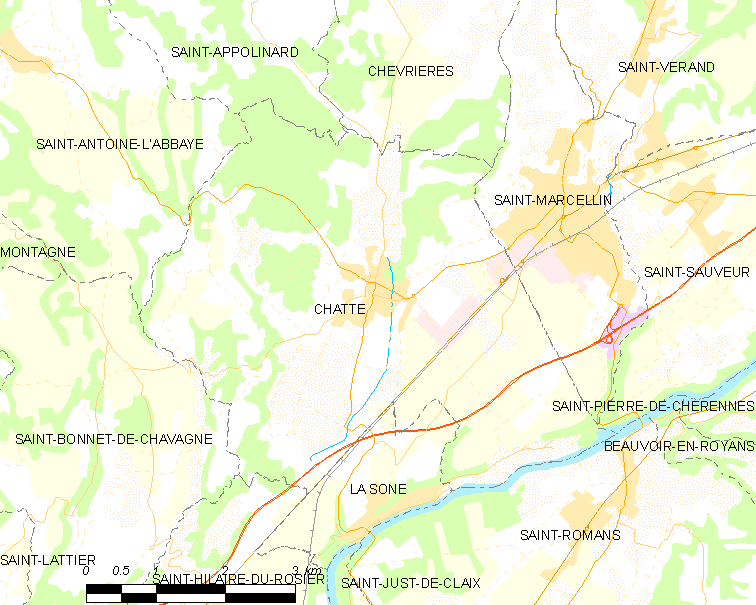
的OSM定位图

沙特的时区为UTC+01:00、UTC+02:00（夏令时）。

## 行政
沙特的邮政编码为38160，INSEE市镇编码为38095。

## 政治
沙特所属的省级选区为南格雷西沃当县。

## 人口

1962-2008年间人口变化图示

沙特于2022年1月1日时的人口数量为2476人。